# Chillerama
Chillerama ist eine als Hommage an das Trashkino konzipierte episodische Horrorkomödie der Regisseure Adam Rifkin, Tim Sullivan, Adam Green und Joe Lynch, welche in Deutschland zum ersten Mal am 22. August 2011 aufgeführt wurde. Anfang 2013 folgte die Veröffentlichung auf DVD.
Schauplatz der Rahmenhandlung ist ein Autokino, in welchem der Betreiber Cecil Kaufman aus Anlass der Schließung noch einmal die geschmacklosesten Streifen seiner Sammlung  in einem Filmmarathon dem Publikum präsentiert. Bei den gezeigten Filmen handelt es sich um die eigentlichen Episoden des Films, die alle jeweils von einem anderen Regisseur angefertigt wurden. Während der Vorführung dieser Streifen allerdings breitet sich im Publikum eine Zombieseuche aus, so dass die immer weiter eskalierende Situation im Autokino schließlich das Finale des Films markiert.

## Handlung

### Rahmenhandlung (Zom-B-Movie)
Der Film beginnt damit, dass Dick, ein Mitarbeiter eines Autokinos, auf dem Friedhof die Leiche seiner Frau ausgräbt, um mit der Leiche Oralsex zu praktizieren. Die Frau stellt sich aber als Untote heraus, die mit einem Biss in den Penis ihres Mannes diesen mit einer Art Zombievirus infiziert. Dennoch begibt sich Dick, bereits angeschlagen zu seiner Arbeit ins Autokino, in welchem der Betreiber Cecil Kaufman vier wegen ihrer Geschmacklosigkeit unveröffentlichte Trashfilme vorzuführen beabsichtigt.  Unter den Zuschauern sind auch die jugendlichen Toby und Mayna, die von dem etwas älteren Ryan, welcher für die an der Snacktheke arbeitende Desi schwärmt, begleitet werden. Nachdem alle im Kino geparkt haben, wird mit Wadzilla der erste Film des Abends vorgeführt.
Nach dieser Vorstellung begibt sich Ryan an die Snacktheke, um Desi zu sehen. Da allerdings die Butter für das Popcorn alle ist, muss sie neue aus dem Lager holen, welche jedoch schon von Dick mit dem Zombievirus verseucht wurde. So breitet sich das Virus mit dem Popcorn im ganzen Kino aus. Nachdem Ryan zum Auto zurückgekehrt ist, startet Cecil I Was a Teenage Werebear, den zweiten Film des Abends.
Als dieser Film zu Ende ist, geht Toby zunächst aufs Klo und dann zu Cecil, den er dabei überrascht, wie er mit einer Waffe in der Hand über einen möglichen Selbstmord nachdenkt. Von Toby erschreckt, bedroht er diesen für einen Augenblick mit seiner Waffe, bevor er ihn zurechtweist und darum bittet, sein Mikrofon einzuschalten, damit er den nächsten Film präsentieren kann. Daraufhin wird  The Diary of Anne Frankenstein gezeigt.
Anschließend sieht man, wie sich das Zombievirus weiter im Kino verbreitet. Dabei scheint die Besonderheit des Virus zu sein, dass es die Infizierten zum Geschlechtsverkehr veranlasst, wodurch es sich weiter ausbreitet. Zeitgleich treffen sich Toby und Mayna im Hauptgebäude und küssen sich, während Cecil im Hintergrund den nächsten Film ankündigt. Danach wird gleich zu Deathification übergeblendet.
Da es aber während des Films zu Bildstörungen kommt, machen sich Toby und Mayna Sorgen um Cecil, weshalb sie in sein Büro stürmen, in dem sie Cecil mit dem zum Zombie gewordenen Dick kämpfend vorfinden. Nachdem sie Cecil geholfen haben, Dick zu töten, wird ihnen das Ausmaß der Situation bewusst. Fast das ganze Kino ist mittlerweile mit dem Virus infiziert und in der Folge kommt es zu einer Sexorgie, in der viele zu Tode kommen. Noch immer im Auto, beschließt Ryan Desi zu retten. Er schafft es zwar, sich zu ihr durchzukämpfen, doch als er sie schließlich erreicht, muss er feststellen, dass auch sie mit dem Virus infiziert ist. Allerdings entschließt er sich, dennoch mit ihr zu schlafen, wodurch auch er infiziert wird.
Um zu ihrem Auto zu gelangen, kämpfen sich Toby und Mayna durch die Zombiemassen, wobei sie eingeschlossen und in letzter Sekunde von Cecil gerettet werden, der nun aber seinerseits von Zombies bedrängt wird und sich deshalb mit einer Granate selbst tötet und mehrere Zombies mit sich in den Tod reist. Toby und Mayna  können sich in der Zwischenzeit zwar im Wagen einschließen, doch müssen sie feststellen, dass dieser nicht anspringt. Im Angesicht des Todes beschließen beide miteinander zu schlafen, um ihre Jungfräulichkeit nicht an einen Zombie zu verlieren. Mit dieser Szene endet der Film. Erst jetzt erkennt der Zuschauer, dass es sich auch bei der Rahmenhandlung nur um einen Film im Film handelte, der in einem Kino vorgeführt wird, in dem die Regisseure des Films sitzen und über das Gesehene debattieren.

### Episoden

#### Wadzilla
Protagonist dieser Episode ist Miles Munson, der von seinem Arzt erfährt, dass sein Sperma nur sehr wenige und noch dazu schwache Spermien enthält, weshalb sich Munson für ein von seinem Arzt empfohlenes aber noch in der Testphase befindliches Medikament entscheidet. Allerdings muss er bald darauf feststellen, dass er bei nur der geringsten sexuellen Erregung einen heftigen Schmerz in seinen Hoden verspürt, weshalb er erneut seinen Arzt konsultiert, welcher wiederum eine Spermaprobe verlangt. Beide sind entsprechend überrascht, als sich nach der Masturbation ein Riesenspermium im Becher befindet, welches vom Arzt aber sofort zerquetscht wird. Dieser stellt die Theorie auf, dass das Medikament die Spermien nicht nur stärkt, sondern auch wachsen lässt. Ebendieses Wachstum würde zu den Schmerzen führen, weshalb er seinen Patienten dazu auffordert, nach jeder Erregung zu masturbieren.
Am Abend trifft sich Munson bei einem von seinen Kollegen arrangierten Date mit der hübschen Louise. Jedoch sieht sich Munson auf Grund der erneut einsetzenden Schmerzen dazu gezwungen, sich zur Masturbation in ihr Badezimmer zurückzuziehen. Das dabei hervorkommende Spermium kann allerdings entwischen und richtet – beständig Personen verspeisend und dadurch immer weiter wachsend – großen Schaden in New York an. Als das nun zu gewaltiger Größe angewachsene Spermium die Freiheitsstatue bespringt, wird es vom Militär bombardiert und dadurch zerfetzt. In der letzten Einstellung wird Munson von Louise geküsst, was bei ihm augenblicklich wieder starke Schmerzen hervorruft. Somit ist das Ende des Filmes offen.

#### I Was a Teenage Werebear
Ricky, ein Schüler der seine Homosexualität verdrängt und deshalb in einer Beziehung mit Peggy Lou steckt, lernt, als ebendiese Freundin bei einem Unfall schwer verletzt wird, den ebenfalls homosexuellen Talon kennen, der Ricky seine wahre sexuelle Veranlagung vor Augen führen möchte. Nachdem Ricky von ihm gebissen wurde, stellt sich Talon als Werbär heraus, der zusammen mit seinen Freunden die Gäste einer Schulparty töten und verspeisen möchte. Ricky, durch den Biss nun ebenfalls ein Werbär, versucht zunächst erfolglos Talon davon zu überzeugen, dass sie durch solche Taten nie in der Gesellschaft akzeptiert würden. Da sich Talon aber nicht umstimmten lässt, tötet Ricky ihn auf der Schulparty, worauf dieser in seinen Armen stirbt und mit seinen letzten Worten seine Taten als Werbär bereut.

#### The Diary of Anne Frankenstein
Dieser Film spielt im Dritten Reich, kurz vor Ende des Krieges und beginnt im Versteck der Anne Frank. Hier wird ihr von ihrem Vater erklärt, dass ihre Familie ursprünglich den Namen Frankenstein trug und somit einer ihrer Vorfahren das Frankensteinmonster erschaffen habe, was im Tagebuch des Dr. Frankenstein, welches sich im Besitz der Familie befindet, genau beschrieben sei. Kurz darauf stürmt Hitler mit einigen Soldaten das Versteck, erschießt die Familie und bringt das Buch Dr. Frankensteins an sich. Mit diesem Wissen erschafft er ein an einen Golem erinnerndes jüdisches Frankensteinmonster. Als er es jedoch an einem seiner Soldaten ausprobieren will, weigert es sich zunächst, diesen zu töten, woraufhin Hitler ihn anbrüllt, was schließlich dazu führt, dass das Monster zunächst die Hakenkreuzbinde von seinem Arm abreißt und anschließend alle Soldaten im Raum und danach Hitler tötet, um schließlich zur Melodie von Hava Nagila zu tanzen.

#### Deathication
Im Prinzip besteht diese Episode größtenteils aus einem Vorwort des Regisseurs zum eigentlichen Film. In diesem warnt er ausdrücklich vor seinem Werk. Der sich anschließende Film hat eigentlich keine Handlung, sondern besteht nur aus verschiedenen kurzen Szenen, in denen menschliche Exkremente eine zentrale Rolle spielen. Man sieht zum Beispiel verschiedene Personen beim Koten und einen Künstler der mit Kot malt. Schließlich bricht dieser Film auf Grund der Ereignisse in der Rahmenhandlung nach kurzer Zeit ab.

## Kritiken
„Zwei Jahre haben die bekennenden Trash-Liebhaber mit viel Herzblut an „Chillerama“ gearbeitet, herausgekommen ist eine irrwitzige Komposition aus allen nur erdenklichen Geschmacklosigkeiten. Der vierteilige Episodenfilm wartet dabei mit einer Vielzahl an Referenzen auf Genre-Klassiker auf und provoziert mit zahllosen Tabubrüchen und infantilem Humor, der sich vornehmlich jenseits der Gürtellinie abspielt.“

## Deutsche Produktion
Die deutsche Fassung wurde von TV+Synchron Berlin produziert.